# Sharq (Zeitschrift)
Die persischsprachige Zeitschrift Sharq (arabisch شرق, DMG Šarq ‚„Osten“‘) erschien von 1924 bis 1932 in Teheran. Die Herausgeber des ersten Jahrgangs mit zwei Ausgaben waren Moḥammad Ramażāni (1904–1967), der Besitzer des Verlags Kolāla-ye ḵāvar, ʿAli Dašti und Naṣr-Allāh Falsafi. Ab 1930 erschien unter der Leitung von Saʿid Nafisi (1895–1966), einem persischen Gelehrten, Schriftsteller und Poeten, ein zweiter Jahrgang mit insgesamt 12 Ausgaben.
Die literarische Zeitschrift veröffentlichte insbesondere persische Literatur und Artikel zur persischen Geschichte und deren Nachbarländern. Das formulierte Ziel des Herausgebers war es, einer breiten Leserschaft die bekannte persische Literatur nahezubringen und sie über aktuelle Neuerscheinungen zu informieren. Zudem wurden persische Übersetzungen von berühmten internationalen Werken, wie zum Beispiel Schillers Maria Stuart, abgedruckt.